# Csak játék

A Csak játék Szekeres Adrien magyar énekesnő ötödik stúdióalbuma.

## Az album dalai
1. Szálljon a dal
2. Csak játék
3. Érzés a semmiből
4. Szívből adni
5. Mi kell a nőnek
6. Szív szava
7. Mi vár még ránk
8. Köszönet mindenért
9. Ölelj át
10. Az éj leszáll

Videóklipek
- Ölelj át – 2009
- Mi kell a nőnek – 2010[forrás?]